# یک میلیون چیز کوچک
یک میلیون چیز کوچک (انگلیسی: A Million Little Things) سریال تلویزیونی سریال تلویزیونی آمریکایی است که توسط DJ Nash برای ABC ساخته شده‌است. ناش، آرون کاپلان، دانا هونور و جیمز گریفیتس به عنوان تولیدکننده اجرایی این مجموعه خدمت می‌کنند. این مجموعه توسط شرکت ABC Studios و Kapital Entertainment ساخته شده‌است.
این مجموعه شامل یک بازیگر گروهی از جمله دیوید گیونتولی، رومی مالکو، آلیسون میلر، کریستینا موز، کریستینا اوچوا، گریس پارک، جیمز رودی، استیفاشیساتک، تریستان بایون و لیززی گرین است. این مجموعه در اوت ۲۰۱۷ یک تعهد آزمایشی در ABC دریافت کرد. یک میلیون چیز کوچک به سریال در ماه مه ۲۰۱۸ دستور داده شد و در تاریخ ۲۶ سپتامبر ۲۰۱۸ به نمایش گذاشته شد. در ۲۶ اکتبر سال ۲۰۱۸، نمایش برای یک فصل کامل از ۱۷ قسمت انتخاب شد. در ۵ فوریه سال ۲۰۱۹، ABC این مجموعه را برای فصل دوم تجدید کرد.فصل ۴ سریال هم ساخته شده است.